# Modern Combat 3: Fallen Nation
Modern Combat 3: Fallen Nation est un jeu vidéo de tir à la première personne développé par Gameloft Montréal et édité par Gameloft, sorti en 2011 sur iOS, Android, Bada et BlackBerry PlayBook.

## Accueil
- IGN : 8,5/10[1]
- Pocket Gamer : 7/10[2]
- TouchArcade : 4,5/5[3]